# はとりあゆむ
はとりあゆむ（羽鳥歩）は日本のアニメーション撮影監督・アニメーションプロデューサー。
代々木アニメーション学院を卒業後、サンシャインコーポレーションに所属し、撮影監督、演出助手、制作デスクなどを務める。代表作には『ソニックX』がある。
2013年にアニメーション制作会社ビー・バードを設立。中村憲由監督や濁川敦監督の作品に多数携わる。
クレジット名は「はとりあゆむ」または「羽鳥歩」として記載されることが多い。

## 主な参加作品

### 撮影
- こちら葛飾区亀有公園前派出所（1996年-2004年）
- モンスターファーム（1999年）
- ドキドキ伝説 魔法陣グルグル（2000年）
- とっとこハム太郎（2000年-2004年）
- 遊☆戯☆王デュエルモンスターズ（2000年-2004年）
- 星のカービィ（2001年-2003年）
- 天地無用! GXP（2002年）
- アソボット戦記五九（2002年）
- 灰羽連盟（2002年）
- エアマスター（2003年）
- 神無月の巫女（2004年）
- ピーチガール（2005年）
- 極上生徒会（2005年）
- 雪の女王 〜THE SNOW QUEEN〜（2005年）
- ワンワンセレプー それゆけ!徹之進（2006年）
- ぷるるんっ!しずくちゃん（2006年）
- 妖怪人間ベム -HUMANOID MONSTER BEM-（2006年）
- 学園ヘヴン BOY'S LOVE HYPER!（2006年）
- はぴねす!（2006年）
- 地獄少女 二籠（2006年-2007年）
- 銀色のオリンシス（2006年）
- エア・ギア（2006年）
- School Days（2007年）
- 家庭教師ヒットマンREBORN!（2007年）
- 魔法少女リリカルなのはStrikerS（2007年）
- ヤッターマン（2008年-2009年）
- 全力ウサギ（2008年-2009年）
- 魔法少女リリカルなのは The MOVIE 1st（2010年）
- 一騎当千 XTREME XECUTOR（2010年）
- ハイスクールD×D（2012年）
- ズモモとヌペペ（2012年）
- DD北斗の拳（2013年）

### 特殊効果
- エレメンタル ジェレイド（2005年）特殊効果
- はぴねす!（2006年）特殊効果
- 異世界ゆるり紀行 〜子育てしながら冒険者します〜（2024年）特殊効果
- ある魔女が死ぬまで（2025年）特殊効果

### 撮影監督
- 週刊ストーリーランド（1999年-2001年）
- ソニックX（2003年-2004年）
- アズサ、お手伝いします!（2004年）
- 水木しげるの妖怪ワールド 恐山物語（2005年）
- まもって!ロリポップ（2006年）

### 制作
- エア・ギア（2006年）演出助手
- 一騎当千 XTREME XECUTOR（2010年）制作進行
- バクマン。（2011-2012年）制作進行
- 未来日記（2011-2012年）制作進行
- ズモモとヌペペ（2012年-2013年）制作デスク
- DD北斗の拳（2012年-2013年）制作進行
- 超次元ゲイム ネプテューヌ（2013年）制作進行
- 劇場版 はいからさんが通る 後編 〜花の東京大ロマン〜（2017年）制作進行
- URAHARA（2017年）アシスタントプロデューサー
- 百錬の覇王と聖約の戦乙女（2018年）アシスタントプロデューサー
- ありすorありす（2018年）アニメーションプロデューサー
- ぼくのとなりに暗黒破壊神がいます。（2020年）アニメーションプロデューサー
- シュート!Goal to the Future（2022年）アニメーションプロデューサー
- 転生貴族の異世界冒険録〜自重を知らない神々の使徒〜（2023年）アニメーションプロデューサー
- 異世界ゆるり紀行 〜子育てしながら冒険者します〜（2024年）アニメーションプロデューサー
- ある魔女が死ぬまで（2025年）アニメーションプロデューサー